# Isabel (serie de televisión española)
Isabel es una serie de televisión española de ficción inspirada en la vida de la reina Isabel I de Castilla, emitida en La 1 de Televisión Española desde el 10 de septiembre de 2012 hasta el 1 de diciembre de 2014, protagonizada por Michelle Jenner y Rodolfo Sancho en los papeles de los Reyes Católicos. 
Ha sido producida por Diagonal TV para Televisión Española y su primera temporada, de trece episodios, comenzó a rodarse en el verano de 2011. Varias cadenas de televisión europeas y americanas mostraron interés en comprar sus derechos. Tuvo un presupuesto de 726.000 € por capítulo.
Su primera temporada abarca desde su nacimiento hasta su proclamación como reina pasando por las guerras civiles por el trono de Castilla y su matrimonio con Fernando de Aragón. La segunda temporada cubre hasta la conquista de Granada en 1492 e incluye tramas inspiradas de la Guerra de Sucesión Castellana, la implantación de la Inquisición o la expulsión de los judíos. La tercera temporada concluye con la muerte de la reina en 1504.
La serie debería haber sido estrenada el lunes 30 de enero de 2012, como anunció la cadena, tras el final de temporada de Águila Roja. Sin embargo, debido a la crisis vivida por RTVE tras el recorte de 200 millones en su presupuesto, según anunció el Gobierno en enero, su emisión se pospuso a ocho meses después de lo esperado.
El 22 de noviembre de 2012 Televisión Española y Diagonal TV anunciaron la renovación de la serie para una segunda temporada, la cual se empezó a rodar en febrero de 2013 y comenzó a emitirse en septiembre de ese mismo año. En 2013 firman una cláusula para impedir que otra cadena decida rodar una ficción sobre los primeros pasos de Isabel o su vida 50 años después de su nacimiento Más tarde, en ese mismo mes, se anunció la renovación por parte de Diagonal TV de una tercera y última temporada, que comenzó a grabarse ese mismo año y se emitió al año siguiente.
Además, la serie tiene una secuela, una película para la televisión llamada La corona partida, que narra lo ocurrido después de la muerte de la reina. Empezó a rodarse en mayo de 2015 y está protagonizada por Rodolfo Sancho como Fernando el Católico e Irene Escolar como Juana la Loca.

## Argumento

### Primera temporada
La primera temporada de la serie está basada en la vida de la reina Isabel la Católica, abarca desde 1461 a 1474 y narra parte de su niñez, su matrimonio con Fernando el Católico y su duro camino hacia el trono de Castilla.
La serie comienza con la muerte del rey Enrique IV y los preparativos de la proclamación de la princesa de Asturias Isabel como reina de Castilla; acto seguido, la acción se retrotrae a su infancia en la villa de Arévalo, donde reside junto a su hermano menor Alfonso y su madre Isabel de Portugal cuando son reclamados a la corte que se encuentra en Segovia por su medio hermano el rey y su esposa Juana de Portugal, por lo que debe separarse de su madre, para evitar que puedan ser utilizados por la nobleza del reino contra los intereses de la Corona cuando el rey anuncie el próximo nacimiento de su hijo. El rey les dice a los infantes Isabel y Alfonso que cuando nazca su futuro hijo les dejará volver con su madre a Arévalo. Sin embargo, el nacimiento de una niña (Juana) dificulta las cosas e Isabel y su hermano no pueden volver con su madre. Los nobles del reino juran fidelidad a la hija del rey y es proclamada princesa de Asturias, pero uno de ellos, Juan Pacheco, marqués de Villena, da testimonio de que la niña es hija de la reina pero no del rey y empieza a difundir el rumor de que el padre de la niña es en realidad Beltrán de la Cueva, un valido de Enrique IV, motivo por el cual la niña empieza a ser conocida como «la Beltraneja». Los reyes intentan concertar el matrimonio de la infanta Isabel con el rey Alfonso V de Portugal, pero ésta lo rechaza. Presionado por los rumores sobre la no legitimidad de Juana para la sucesión al trono, el rey designa a su medio hermano, el infante Alfonso, como príncipe de Asturias y por tanto su heredero, pero no consigue apaciguar a un grupo de nobles, entre los que están Juan Pacheco, su hermano Pedro Girón y su tío Alfonso Carrillo, el Arzobispo de Toledo, que comienzan a conspirar usando para sus intereses a Isabel y Alfonso, hasta que sus acciones culminan en la llamada Farsa de Ávila, donde Enrique IV es depuesto en efigie y se proclama al infante Alfonso como rey, lo que dará lugar a las primeras acciones bélicas que se enmarcan dentro de los conflictos por la sucesión de Enrique IV de Castilla. Por su lado, la Casa de Mendoza, con la que había entroncado Beltrán de la Cueva al casarse con la dama Mencía de Mendoza, apoya al rey y a su hija Juana.
El punto álgido de la guerra llega con la batalla de Olmedo, pero ninguno de los bandos llega a imponerse de forma definitiva sobre el otro; unos meses después se produce la muerte del infante Alfonso, por lo que el grupo de nobles que lo había apoyado pasa a apoyar ahora a la infanta Isabel como pretendiente al trono de Castilla. Sin embargo, acaban por renunciar a sus pretensiones y reconocen a Enrique IV como indiscutido rey de Castilla a condición de que éste, a su vez, reconozca a la infanta Isabel el título de princesa de Asturias y su derecho legítimo a sucederle como futura reina en lugar de su hija, que es considerada no apta para la sucesión por haber nacido en un matrimonio que no disponía de una bula del Papa, hecho que se plasma en la reconciliación que se dio a conocer como los Pactos de Guisando, en los que también se mencionaba que Isabel se casaría con el hombre que ella eligiese, aunque teniendo el consentimiento de Enrique IV. Anteriormente, el grupo de nobles enfrentado a Enrique IV había intentado casar a la infanta Isabel con Pedro Girón, pero la repentina muerte de éste evitó el enlace, tras lo cual Enrique IV trata de concertar el matrimonio de la princesa Isabel con Carlos de Valois, duque de Guyena y hermano del rey de Francia, pero sin consultarlo con ella.
Mientras tanto, en la vecina Corona de Aragón el rey Juan II, sintiéndose amenazado por el Reino de Francia, intenta buscar a través de una política matrimonial de su hijo y heredero Fernando, al que había cedido el título de rey de Sicilia, la ayuda de la Corona de Castilla. Primero a través del matrimonio de su hijo con una hija de Juan Pacheco, por considerarlo uno de los hombres más influyentes de Castilla, pero más tarde surge la idea del matrimonio entre los herederos de las coronas de Castilla y Aragón, Fernando e Isabel, que siendo primos necesitarían de una bula del Papa para casarse.
Isabel finalmente elige al príncipe aragonés para casarse contra los deseos de Enrique IV; Fernando entra de incógnito en Castilla para casarse con Isabel en la ciudad de Valladolid, usando para ello una bula falsificada.
Tras años de desencuentros y de algunos movimientos en las alianzas, como el acercamiento de Isabel y Fernando a la casa de Mendoza y el alejamiento del arzobispo Carrillo, Enrique IV intenta reconciliarse con Isabel definitivamente y ésta viaja a la corte, reuniéndose con su medio hermano. Poco tiempo después y tras la muerte de Juan Pacheco, muere Enrique IV, momento en el que Isabel es proclamada reina de Castilla por sus partidarios.

### Segunda temporada
La segunda temporada escenifica la vida de Isabel durante la guerra civil por el trono entre los partidarios de Isabel y Fernando y los de Juana la Beltraneja (1475-1479). Posteriormente cubre algunos sucesos de la Guerra de Granada, la expulsión de los judíos y los preparativos del primer viaje de Cristóbal Colón a «Las Indias».
Tras proclamarse reina de Castilla en Segovia a la muerte de su hermanastro el rey Enrique IV de Castilla, Isabel tiene que ganarse junto a su marido Fernando de Aragón la lealtad y el apoyo de los nobles para consolidar su reinado. Sin embargo, un grupo de nobles contrarios a ella defiende los derechos sucesorios de Juana, conocida como la Beltraneja. Para ello, acuden a Portugal, cuyo rey, Alfonso V, establece una alianza, se casa con su sobrina Juana y declara la guerra contra el bando isabelino. Comienza así lo que se conoce como la Guerra de Sucesión Castellana. Tras años de conflicto, la guerra concluye con la victoria isabelina, el encierro de Juanita en un convento, el fallecimiento del rey Alfonso, la proclamación de Juan II como nuevo rey de Portugal y la promesa de matrimonio entre el único hijo de este y la primogénita de Isabel y Fernando.
Esta promesa de matrimonio se hace realidad cuando la infanta Isabel contaba con 20 años y el príncipe Alfonso de Portugal con 15. A pesar de la diferencia de edad, los jóvenes esposos se enamoran al instante pero su felicidad se ve truncada cuando, apenas unos meses después de casarse, Alfonso fallece en una caída del caballo. La serie sugiere que el accidente pudo ser provocado por su suegro Fernando, temeroso de que el trono pudiera quedar en manos extranjeras a causa del débil estado de salud del príncipe Juan, su único heredero varón. Por otro lado, una vez finalizada la Guerra de Sucesión, Isabel y Fernando, ya reyes de Castilla y de Aragón, establecen la Inquisición poniendo al frente a Tomás de Torquemada, hacen frente a las crisis matrimoniales provocadas por las infidelidades de él y persiguen cada vez más duramente a los judíos a pesar de la tolerancia de Fray Hernando de Talavera, el nuevo confesor de la reina. Pero, sobre todo, se embarcarán en la Guerra de Granada, que durante diez años tendrá ocupados los esfuerzos militares del reino.
El objetivo es conquistar -reconquistar, desde el punto de vista castellano- el Reino Nazarí. Para ello, se aprovechan de las luchas internas que, según la serie, comenzaron a raíz de la historia de amor entre el emir Muley Hacén y la cautiva cristiana Isabel de Solís, convertida al islam con el nombre de Zoraida. La sultana Aixa se ve desplazada por la nueva esposa de su marido y su odio se acrecienta cuando Muley nombra al hijo que tiene con Zoraida como su sucesor, desheredando así a Boabdil, el hijo mayor de Aixa. A diferencia de su padre, que era un guerrero, Boabdil es mostrado en la serie como un hombre de letras que ocupaba su tiempo en la composición de poemas. Alentado por su madre y gracias a la ayuda de los abencerrajes, Boabdil se subleva contra su padre y accede al trono. Con el reino dividido en dos emires, Boabdil es capturado por los Reyes Católicos, que le ofrecen ayuda para vencer a su padre y a su tío El Zagal a cambio de que les entregue Granada una vez sea él el único emir, teniéndoles que dejar a su hijo como rehén.
Una vez muerto Muley, tiene lugar la toma de Málaga, que se salda con la huida de El Zagal y la conversión en esclavos de toda la población musulmana de la ciudad. A pesar de ello, Boabdil cree poder resistir a los castellanos gracias al apoyo de la armada turca. Pero Isabel y Fernando acampan frente a la Alhambra, fundan la ciudad de Santa Fe y realizan un brutal asedio a Granada que lleva a la ciudad a una situación de hambre y miseria insostenible para sus habitantes. Boabdil, viéndose aislado y amenazado, toma la decisión de rendirse. Pero no entregará el reino hasta el último momento. En su ausencia, Aixa opta por no dejar piedra sobre piedra. Está dispuesta a destruir la Alhambra e inmolarse con los suyos antes que capitular. Pero Morayma, esposa de Boabdil, temerosa de que la rebelión de Aixa provoque la muerte de su hijo, avisa a su marido de la traición de su madre. Así, el último emir de Granada se enfrenta por fin a su progenitora y, con todo su pesar, hace entrega de la ciudad a los reyes de Castilla. Antes de partir al exilio, contempla la Alhambra por última vez y llora, escuchando de Aixa la frase: "Llorad, llorad como una mujer lo que no supisteis defender como un hombre".
Mientras duraba la contienda en Granada, Isabel escucha la propuesta de un navegante llamado Cristóbal Colón sobre un viaje a las Indias. Tras tomar la ciudad, los Reyes otorgan por fin la autorización y financiación para el mismo. Además, alentados por Torquemada, toman la decisión de expulsar a todos los judíos de los reinos de Castilla y de Aragón.

### Tercera temporada
La tercera temporada abarca los últimos años de la reina (1492-1504). La expedición del navegante Cristóbal Colón tiene éxito con el descubrimiento de América (1492).
Ante su enemistad con Francia, los Reyes Católicos llevan a cabo una política matrimonial que aísla a dicho reino: Isabel de Aragón se casa, en primeras nupcias, con el infante Alfonso de Portugal (1490-1491), y, en segundas nupcias, con el rey Manuel I de Portugal (1496-1498); Juana de Castilla "La Loca" se casa con Felipe "El Hermoso" (1496-1506); Juan de Aragón se casa con la archiduquesa Margarita de Austria (1497); y María de Aragón se casa con el rey Manuel I de Portugal (1500-1517) —no llegó a ver el matrimonio de su hija Catalina de Aragón con el rey Enrique VIII de Inglaterra (1509-1533)—.
En 1496, la reina Isabel recibió dos duros golpes: la muerte de su madre, a la que veía esporádicamente, pero le tenía un gran amor. Después, su hija Juana partió a Flandes para contraer matrimonio con Felipe “el hermoso”. Aunque recuperó la alegría con la boda entre su hijo Juan y la archiduquesa Margarita y el embarazo de la archiduquesa. Pero su hijo Juan murió a los 8 meses y Margarita, asolada, tuvo un aborto por el dolor de su marido. Por tanto, su hija Isabel fue a Castilla a ser jurada como heredera. Pero murió durante el parto de su hijo Miguel, que falleció a los 2 años; Isabel nunca se recuperó. Entonces, Juana y Felipe llegaron a Castilla; allí vio la locura de su hija y la ambición de Felipe, por lo que la salud de una devastada Isabel empeoró exponencialmente. No ayudó la marcha de su hija María a Portugal y la viudedad de Catalina, con solo 17 años. Mientras tanto Fernando el Católico libra una guerra contra Luis XII de Francia por el dominio de Nápoles, en la que se involucra el Papa Alejandro VI, a veces en favor de Aragón y a veces en favor de Francia. Finalmente Fernando gana la guerra contra el francés, mientras el estado de salud de Isabel se deteriora cada vez más.
En sus últimos días de vida, Isabel es persuadida por Fernando para que lo nombre co-regente, para evitar que Felipe el Hermoso se haga con el poder en Castilla. Finalmente Isabel muere en 1504, tras 2 años enferma, y su viudo Fernando proclama Reina de Castilla a su hija Juana.

## Producción
La historia de una serie sobre la reina Isabel I de España comenzó en 2010 con un proyecto de José Luis Martín para Isla Producciones que no gustó a la TVE. En la segunda temporada, el propio Martín se hace cargo del control de los guiones.

## Escenarios
Para la segunda temporada el equipo tuvo facilidades a la hora de rodar en los lugares históricos reales donde transcurrieron los hechos. El caso más significativo fue el de la Alhambra, en cuyos exteriores pudieron grabar con el objetivo de dar más realismo a los decorados en los que habían recreado sus interiores. Además, en una segunda visita pudieron rodar la entrada de los Reyes Católicos en el Patio de los Leones y la última escena de la temporada en El Partal. Además de en la Alhambra, en Granada pudieron recrear también la expulsión de los judíos en la Carrera del Darro y el funeral de Muley Hacén en Sierra Nevada.  Asimismo, para la tercera temporada se grabaron escenas en Oropesa, El Escorial, La Adrada, Plasencia, Méntrida, San Martín de Montalbán y Toledo. La catedral de esta última ciudad fue de nuevo testigo de la proclamación como herederos de Juana la loca y Felipe el hermoso.

## Reparto
El reparto de la serie está encabezado por Michelle Jenner, que desempeña el papel protagonista de Isabel a lo largo de las tres temporadas. El otro actor principal de toda la serie completa es Rodolfo Sancho, que representa al rey Fernando.
En la primera temporada tienen papeles protagonistas Pablo Derqui, como Enrique IV de Castilla; Ginés García Millán, como Juan Pacheco marqués de Villena, y Pedro Casablanc, como el arzobispo Carrillo.
En la segunda temporada aparecen como protagonistas Álex Martínez, como Boabdil; Roberto Enríquez, como Muley Hacén y Alicia Borrachero, como Aixa.
En la tercera temporada reciben un protagonismo significativo, Raúl Mérida, como Felipe I de Castilla; Irene Escolar, como Juana I de Castilla; Úrsula Corberó, como Margarita de Austria, o Eusebio Poncela, como Cisneros.

## Recepción
En general, la crítica ha valorado positivamente la serie, dado el número de nominaciones y premios recibidos, tanto nacionales como internacionales. Tras el estreno, las críticas más favorables destacaron el valioso rescate de una parte menos reciente de la historia de España para el consumo de un público más amplio, que intenta respetar –hasta cierto punto– el rigor histórico, alejándose de la tendencia seguida por otras series históricas españolas. Subrayaron también el buen trabajo de los actores, a pesar de que el casting de la joven actriz Michelle Jenner como la reina Isabel no estuvo exento de controversia y que, según algunas críticas, la puesta en escena no reflejaba la inversión y el esmero que cabría esperar de una producción de esta categoría, abusando en cambio de los efectos digitales. Las redes sociales comentaron profusamente la aparición de desnudos desde el primer capítulo, comparando la serie con Los Tudor.
Tras finalizar su primera temporada, el creador de la serie, Javier Olivares, anunció que abandonaba la ficción por diferencias profesionales con la productora. Así, para la segunda temporada se renovó por completo al equipo de guionistas. En el lado positivo, se valoró favorablemente la labor de Michelle Jenner (premiada con el Ondas) dando vida a una Isabel ya en edad más madura, así como el cambio a una visión menos idealizada y más implacable del personaje protagonista. También fue bien recibida la inclusión de las tramas del reino nazarí con escenas grabadas en la Alhambra y las incorporaciones de Roberto Enríquez, Alicia Borrachero y Álex Martínez. A niveles de audiencia, la segunda temporada se saldó con una pérdida de tres puntos de cuota de pantalla y 675 000 espectadores menos. La serie pasó de liderar el prime time del lunes en su primera temporada a ser la tercera opción de la noche frente a la serie El tiempo entre costuras de Antena 3 y la nueva entrega de La voz en Telecinco, sus competidores más habituales. Aun así se mantuvo habitualmente por encima de los tres millones de telespectadores y con una cuota de pantalla superior a la media de la cadena.

### Exportación
La serie se ha emitido en más de 80 países, incluyendo varios europeos (Reino Unido, Irlanda, Portugal, Francia, Estonia, Letonia, Lituania, Bulgaria, Rusia, Serbia, Croacia e Italia) y americanos (Bolivia, Brasil, Colombia, Costa Rica, Chile, República Dominicana, Ecuador, Estados Unidos, Guatemala, Honduras, México, Nicaragua, Perú, Paraguay, Puerto Rico, El Salvador, Uruguay y Venezuela). A principios de 2015 se estaba negociando la venta de la serie a la televisión china Zone Media, la estadounidense DirecTV, la mexicana Ott Televisa y la FOX de Latinoamérica. También se ha vendido a Puerto Rico, a la mayor parte de los países ex-soviéticos y a quince países árabes. Hasta abril de 2015, RTVE ingresó por este concepto más de un millón de euros, de los cuales algo más de la mitad en Europa.
| País                   | Título                      | Cadena |
| ---------------------- | --------------------------- | ------ |
| España                 | Isabel                      |        |
| Reino Unido            | Isabel                      | [ 26 ] |
| Brasil                 | Isabel, a Rainha de Castela | [ 27 ] |
| Estados Unidos         | Isabel                      | [ 28 ] |
| México                 | Isabel                      | [ 29 ] |
| Serbia                 | Краљица Изабела             |        |
| Puerto Rico            | Isabel                      | Vive   |
| Uruguay                | Isabel                      | [ 31 ] |
| Chile                  | Isabel                      | [ 32 ] |
| Colombia               | Isabel                      | [ 33 ] |
| Lituania               | Karalienė Izabelė           | [ 34 ] |
| Israel                 | איסבל                       | [ 35 ] |
| Emiratos Árabes Unidos | إيزابيل                     | [ 36 ] |
| Bulgaria               | Изабел Кастилска            | [ 37 ] |
| Italia                 | Isabel                      | [ 38 ] |
| Filipinas              | Isabel                      | </ref> |

### Polémicas
La diputación de Huelva expresó su "indignación" a TVE porque la segunda temporada de Isabel omite el papel del monasterio de La Rábida en el primer viaje de Colón y no muestra ninguno de los lugares colombinos de la provincia.
El ayuntamiento de Barcelona rechazó en 2013 una autorización para rodar escenas de la serie en su Museo de Historia porque, entre otras cosas, la acusa de no diferenciar entre "ficción y veracidad histórica". El productor ejecutivo de la serie, Jaume Banacolocha, respondió que "Isabel es una serie de ficción en la que cuidamos el rigor histórico, pero en la que adaptamos los hechos a los entornos más adecuados para el rodaje", por lo cual considera necesarias ciertas concesiones en los decorados.
Según el director, Jordi Frades, se ha limitado voluntariamente la fidelidad histórica de la serie para que resulte económicamente viable y narrativamente atractiva. Por otra parte se han deslizado varios gazapos involuntarios, por ejemplo la aparición de la catedral de Cádiz (edificio comenzado en el siglo XVIII) en una escena ambientada en 1493. Ello se debe, según Frades, a que los autores de la serie no dispusieron del tiempo necesario para consultar a historiadores expertos. La asesora histórica de la serie es Teresa Cunillera, historiadora y guía del alcázar de Segovia.

## Interactividad
Además de la serie, TVE ofrecía a los espectadores en su web vídeos sobre la historia de lo que sucedía en el capítulo en emisión así como curiosidades sobre la época en su aplicación +Isabel que fue utilizada por decenas de miles de usuarios durante la emisión. En la segunda temporada, el carácter interactivo de la serie fue más allá. TVE dio la oportunidad a los seguidores de comentar en directo el capítulo 22 por Twitter junto a los actores Sergio Peris-Mencheta, Pedro Casablanc y Álex Martínez. El denominado como 'Chat Isabel' fue un éxito y cada semana dos miembros del reparto eran los encargados de comentar el capítulo con los fanes. Además, el 18 de noviembre de 2013 Rtve.es estrenó Isabel. La conquista de Granada, un completo y riguroso documental interactivo sobre la campaña militar de los Reyes Católicos narrado por Michelle Jenner como Isabel y Álex Martínez como Boabdil.

## Episodios y audiencias
La serie consta de tres temporadas de 13 episodios cada una.
Tras la expectación provocada por ocho meses de retraso en su estreno, Isabel logró un 20,1 % de cuota de pantalla durante su primera noche de emisión en TVE. El capítulo más visto fue el 13, donde Isabel se proclama reina de Castilla con más de 4,6 millones de espectadores y un 22,6% de cuota de pantalla, lo que convirtió a la serie como la más vista de la noche dejando atrás a su gran competencia (La que se avecina de Telecinco y Tu cara me suena de Antena 3). La segunda temporada comenzó manteniéndose con buenos datos e imponiéndose a la exitosa ficción norteamericana La cúpula en Antena 3 y a la segunda edición de La Voz en Telecinco. Sin embargo, a partir del séptimo episodio de la temporada tuvo que enfrentarse en Antena 3 a El tiempo entre costuras, la esperada adaptación del best-seller de María Dueñas que arrasó con un impresionante 25,5% de cuota de pantalla y casi 5 millones de espectadores de media. Así, en los restantes episodios, Isabel tuvo que conformarse con ser la tercera opción de la noche del lunes, lo que se tradujo en una bajada de 3 puntos y 675.000 espectadores con respecto a la primera temporada. El presidente de RTVE, Leopoldo González-Echenique, en una comparecencia ante la comisión mixta de control de RTVE en el Congreso de los Diputados atribuyó el descenso de audiencia de Isabel a que "está en una franja horaria de extremada competencia, pero que es una serie magnífica que se consume mucho en internet". A pesar de esta pérdida de espectadores, siguió siendo una de las series españolas más vistas y uno de los programas con mejores datos de la cadena.
| Temporada | Temporada | Episodios | Estreno                  | Final                  | Audiencia media | Audiencia media | Audiencia media |
| Temporada | Temporada | Episodios | Estreno                  | Final                  | Espectadores    | Cuota           |                 |
| --------- | --------- | --------- | ------------------------ | ---------------------- | --------------- | --------------- | --------------- |
|           | 1         | 13        | 10 de septiembre de 2012 | 3 de diciembre de 2012 | 4 026 000       | 19,8 %          |                 |
|           | 2         | 13        | 9 de septiembre de 2013  | 2 de diciembre de 2013 | 3 351 000       | 16,8 %          |                 |
|           | 3         | 13        | 8 de septiembre de 2014  | 1 de diciembre de 2014 | 3 141 000       | 16,4%           |                 |
| Total     | Total     | 39        | 2012                     | 2014                   | 3 506 000       | 17,3%           |                 |

### Temporada 1: 2012
| N.º (serie) | Título                 | Director(es)    | Guionista(s)                       | Fecha de emisión         | Audiencia         |
| ----------- | ---------------------- | --------------- | ---------------------------------- | ------------------------ | ----------------- |
| 1           | «Isabel, la reina»     | Jordi Frades    | Javier Olivares                    | 10 de septiembre de 2012 | 3 529 000 (20,1%) |
| 2           | «Campanas de boda»     | Jordi Frades    | Joan Barbero y Javier Olivares     | 17 de septiembre de 2012 | 3 736 000 (20,2%) |
| 3           | «La negociación»       | Jordi Frades    | Pablo Olivares                     | 24 de septiembre de 2012 | 3 881 000 (20,3%) |
| 4           | «Tragedia en la corte» | Max Lemcke      | Javier Olivares y Pablo Olivares   | 1 de octubre de 2012     | 3 361 000 (16,1%) |
| 5           | «El pacto de Guisando» | José María Caro | Anaïs Schaaff y Javier Olivares    | 8 de octubre de 2012     | 3 378 000 (16,9%) |
| 6           | «La figura del rey»    | José María Caro | Javier Olivares                    | 15 de octubre de 2012    | 3 801 000 (18,3%) |
| 7           | «La reina puesta»      | Oriol Ferrer    | Pablo Olivares                     | 22 de octubre de 2012    | 3 952 000 (18,9%) |
| 8           | «Nueva guerra»         | Max Lemcke      | Pablo Olivares                     | 29 de octubre de 2012    | 4 278 000 (20,7%) |
| 9           | «Boda real»            | Jordi Frades    | Javier Olivares y Anaïs Schaaff    | 5 de noviembre de 2012   | 4 626 000 (22,0%) |
| 10          | «Nacimiento»           | José María Caro | Javier Olivares y Salvador Perpiñá | 12 de noviembre de 2012  | 4 503 000 (21,3%) |
| 11          | «El principio del fin» | Oriol Ferrer    | Javier Olivares y Salvador Perpiñá | 19 de noviembre de 2012  | 4 299 000 (20,4%) |
| 12          | «Elecciones»           | José María Caro | Pablo Olivares                     | 26 de noviembre de 2012  | 4 342 000 (20,3%) |
| 13          | «La nueva reina»       | Jordi Frades    | Javier Olivares y Pablo Olivares   | 3 de diciembre de 2012   | 4 651 000 (22,6%) |

### Temporada 2: 2013
| N.º (serie) | Título                                   | Director(es)    | Guionista(s) | Fecha de emisión         | Audiencia         |
| ----------- | ---------------------------------------- | --------------- | --- | ------------------------ | ----------------- |
| 14          | «Desencuentros»                          | Jordi Frades    | Laura Sarmiento Pallarés y José Luis Martín                                                                     | 9 de septiembre de 2013  | 3 561 000 (19,2%) |
| 15          | «Lazos»                                  | Salvador García | Nacho Pérez de la Paz y José Luis Martín                                                                        | 16 de septiembre de 2013 | 3 508 000 (18,3%) |
| 16          | «La paz para Castilla»                   | Joan Noguera    | Pau Sieiro y José Luis Martín                                                                                   | 23 de septiembre de 2013 | 3 632 000 (18,9%) |
| 17          | «Lealtad y deber»                        | Oriol Ferrer    | Daniel Martín Sáez de Parayuelo y José Luis Martín                                                              | 30 de septiembre de 2013 | 3 743 000 (19,1%) |
| 18          | «El poder de una reina»                  | Jordi Frades    | Laura Sarmiento Pallarés y José Luis Martín                                                                     | 7 de octubre de 2013     | 3 758 000 (19,5%) |
| 19          | «Sultán»                                 | Salvador García | Nacho Pérez de la Paz y José Luis Martín                                                                        | 14 de octubre de 2013    | 3 710 000 (18,5%) |
| 20          | «Tiempos de Inquisición»                 | Joan Noguera    | Pau Sieiro y José Luis Martín                                                                                   | 21 de octubre de 2013    | 3 023 000 (14,8%) |
| 21          | «Herederos de sangre»                    | Oriol Ferrer    | Daniel Martín Sáez de Parayuelo y José Luis Martín                                                              | 28 de octubre de 2013    | 2 987 000 (14,6%) |
| 22          | «Lo más liviano»                         | Salvador García | Laura Sarmiento Pallarés y José Luis Martín                                                                     | 4 de noviembre de 2013   | 2 997 000 (14,6%) |
| 23          | «Pacta con el diablo»                    | Jordi Frades    | Nacho Pérez de la Paz y José Luis Martín                                                                        | 11 de noviembre de 2013  | 3 042 000 (14,8%) |
| 24          | «Abolengo»                               | Joan Noguera    | Pau Sieiro y José Luis Martín                                                                                   | 18 de noviembre de 2013  | 3 254 000 (15,9%) |
| 25          | «El último reino en Granada»             | Oriol Ferrer    | Daniel Martín Sáez de Parayuelo y José Luis Martín                                                              | 25 de noviembre de 2013  | 2 946 000 (13,9%) |
| 26          | «Lo que no supiste defender como hombre» | Jordi Frades    | Daniel Martín Sáez de Parayuelo, Nacho Pérez de la Paz, Laura Sarmiento Pallarés, Pau Sieiro y José Luis Martín | 2 de diciembre de 2013   | 3 398 000 (16,3%) |

### Temporada 3: 2014
| N.º (serie) | Título                               | Director(es)    | Guionista(s)                                                 | Fecha de emisión         | Audiencia         |
| ----------- | ------------------------------------ | --------------- | ------------------------------------------------------------ | ------------------------ | ----------------- |
| 27          | «La fragilidad del reino»            | Jordi Frades    | Nacho Pérez de la Paz y José Luis Martín                     | 8 de septiembre de 2014  | 2 937 000 (17,6%) |
| 28          | «Gobernar con mano dura»             | Oriol Ferrer    | Laura Sarmiento Pallarés y José Luis Martín                  | 15 de septiembre de 2014 | 2 767 000 (15,5%) |
| 29          | «Nacidos para gobernar»              | Salvador García | Clara Pérez Escrivá, Juan Carlos Blázquez y José Luis Martín | 22 de septiembre de 2014 | 2 898 000 (15,4%) |
| 30          | «Atracción fatal»                    | Jordi Frades    | Nacho Pérez de la Paz y José Luis Martín                     | 29 de septiembre de 2014 | 2 950 000 (15,9%) |
| 31          | «El drama llega a la corte»          | Oriol Ferrer    | Laura Sarmiento Pallarés y José Luis Martín                  | 6 de octubre de 2014     | 2 994 000 (15,8%) |
| 32          | «Reina de toda la península»         | Salvador García | Clara Pérez Escrivá, Juan Carlos Blázquez y José Luis Martín | 13 de octubre de 2014    | 3 068 000 (15,0%) |
| 33          | «Muere la princesa de Asturias»      | Jordi Frades    | Nacho Pérez de la Paz y José Luis Martín                     | 20 de octubre de 2014    | 3 178 000 (16,4%) |
| 34          | «A Isabel le supera la tragedia»     | Oriol Ferrer    | Laura Sarmiento Pallarés y José Luis Martín                  | 27 de octubre de 2014    | 3 096 000 (16,6%) |
| 35          | «Felipe y Juana llegan a sus reinos» | Salvador García | Clara Pérez Escrivá, Juan Carlos Blázquez y José Luis Martín | 3 de noviembre de 2014   | 3 282 000 (16,5%) |
| 36          | «Isabel y Fernando o Juana y Felipe» | Jordi Frades    | Nacho Pérez de la Paz y José Luis Martín                     | 10 de noviembre de 2014  | 3 264 000 (16,2%) |
| 37          | «La llamaban Juana la loca»          | Oriol Ferrer    | Laura Sarmiento Pallarés y José Luis Martín                  | 17 de noviembre de 2014  | 3 213 000 (16,2%) |
| 38          | «¿Conservarán el legado de Isabel?»  | Salvador García | Clara Pérez Escrivá, Juan Carlos Blázquez y José Luis Martín | 24 de noviembre de 2014  | 3 347 000 (16,8%) |
| 39          | «La muerte de Isabel»                | Jordi Frades    | Clara Pérez Escrivá, Juan Carlos Blázquez y José Luis Martín | 1 de diciembre de 2014   | 3 835 000 (19,4%) |

### Especiales 2014
| Especiales |                        |                        |                   |
| 1          | «Isabel, cómo se hizo» | 1 de diciembre de 2014 | 2 327 000 (17,3%) |
| 2          | «Resumen de la serie»  | 8 de diciembre de 2014 | 1 696 000 (10,0%) |

## Premios y nominaciones
- Premio Nacional de Televisión (2014)

| Año  | Categoría                            | Receptor               | Resultado |
| ---- | ------------------------------------ | ---------------------- | --------- |
| 2012 | Mejor ficción nacional               | Mejor ficción nacional | Ganadora  |
| 2013 | Mejor intérprete de ficción femenina | Michelle Jenner        | Ganadora  |

| Año  | Categoría  | Receptor   | Resultado |
| ---- | ---------- | ---------- | --------- |
| 2013 | Televisión | Televisión | Ganadora  |

| Año                                            | Categoría                                                    | Receptor  | Resultado |
| ---------------------------------------------- | ------------------------------------------------------------ | --------- | --------- |
| 2012                                           |                                                              |           |           |
| Mejor ficción                                  | Mejor ficción                                                | Ganadora  |           |
| Mejor dirección                                | Jordi Frades                                                 | Ganador   |           |
| Mejor actriz                                   | Michelle Jenner                                              | Nominada  |           |
| Mejor actor                                    | Rodolfo Sancho                                               | Ganador   |           |
| Mejor guion                                    | Equipo                                                       | Nominado  |           |
| Mejor producción                               | Jaume Banacolocha Joan Bas                                   | Nominado  |           |
| Mejor dirección de arte y escenografía         | Marcelo Pacheco Pepe Reyes                                   | Ganador   |           |
| Mejor maquillaje, peluquería y caracterización | Equipo                                                       | Nominado  |           |
| 2013                                           |                                                              |           |           |
| Mejor ficción                                  | Mejor ficción                                                | Nominada  |           |
| Mejor actriz                                   | Michelle Jenner                                              | Nominada  |           |
| Mejor actor                                    | Rodolfo Sancho                                               | Ganador   |           |
| Mejor guion                                    | Equipo                                                       | Nominado  |           |
| Mejor producción                               | Jaume Banacolocha Joan Bas                                   | Nominado  |           |
| Mejor dirección de fotografía e iluminación    | David Azcano                                                 | Nominado  |           |
| Mejor maquillaje, peluquería y caracterización | Martha Marín                                                 | Nominado  |           |
| Música para televisión                         | Federico Jusid                                               | Nominado  |           |
| 2014                                           |                                                              |           |           |
| Mejor ficción                                  | Mejor ficción                                                | Ganadora  |           |
| Mejor dirección                                | Jordi Frades                                                 | Ganador   |           |
| Mejor actriz                                   | Michelle Jenner                                              | Ganadora  |           |
| Mejor actor                                    | Rodolfo Sancho                                               | Nominado  |           |
| Mejor guion                                    | Equipo                                                       | Nominado  |           |
| Mejor producción                               | Jaume Banacolocha Joan Bas                                   | Ganadores |           |
| Mejor dirección de arte y escenografía         | Marcelo Pacheco Pepe Reyes Alberto Esteban Natacha Fernández | Ganadores |           |
| Mejor maquillaje, peluquería y caracterización | Martha Marín                                                 | Ganadora  |           |
| Mejor dirección de fotografía e iluminación    | David Azcano                                                 | Ganador   |           |
| Mejor música para televisión                   | Federico Jusid Orquesta Sinfónica de RTVE                    | Ganadores |           |

| Año                        | Categoría       | Receptor | Resultado |
| -------------------------- | --------------- | -------- | --------- |
| 2012                       |                 |          |           |
| Mejor actriz de televisión | Michelle Jenner | Ganadora |           |
| Mejor actor de televisión  | Rodolfo Sancho  | Nominado |           |
| 2013                       |                 |          |           |
| Mejor actriz de televisión | Michelle Jenner | Nominada |           |
| Mejor actor de televisión  | Rodolfo Sancho  | Nominado |           |
| 2014                       |                 |          |           |
| Mejor actriz de televisión | Michelle Jenner | Ganadora |           |
| Mejor actor de televisión  | Rodolfo Sancho  | Ganador  |           |

| Año                                     | Categoría             | Receptor | Resultado |
| --------------------------------------- | --------------------- | -------- | --------- |
| 2012                                    |                       |          |           |
| Mejor actriz protagonista de televisión | Michelle Jenner       | Nominada |           |
| Mejor actor protagonista de televisión  | Ginés García Millán   | Nominado |           |
| Mejor actor protagonista de televisión  | Pablo Derqui          | Nominado |           |
| Mejor actriz secundaria de televisión   | Bárbara Lennie        | Nominada |           |
| Mejor actor secundario de televisión    | Pedro Casablanc       | Ganador  |           |
| Mejor actor secundario de televisión    | Sergio Peris-Mencheta | Nominado |           |
| Mejor actriz de reparto de televisión   | Clara Sanchís         | Nominada |           |
| 2013                                    |                       |          |           |
| Mejor actriz protagonista de televisión | Michelle Jenner       | Nominada |           |
| Mejor actor protagonista de televisión  | Rodolfo Sancho        | Nominado |           |
| Mejor actor protagonista de televisión  | Roberto Enríquez      | Nominado |           |
| Mejor actriz secundaria de televisión   | Alicia Borrachero     | Nominada |           |
| Mejor actor secundario de televisión    | Daniel Albaladejo     | Nominado |           |
| Mejor actriz de reparto de televisión   | Nuria Gallardo        | Nominada |           |
| Mejor actor de reparto de televisión    | Alfonso Lara          | Nominado |           |
| Mejor actor de reparto de televisión    | Álvaro Monje          | Nominado |           |
| 2014                                    |                       |          |           |
| Mejor actriz protagonista de televisión | Michelle Jenner       | Ganadora |           |
| Mejor actor protagonista de televisión  | Rodolfo Sancho        | Nominado |           |
| Mejor actriz secundaria de televisión   | Ainhoa Santamaría     | Nominada |           |
| Mejor actor secundario de televisión    | Borja Luna            | Nominado |           |
| Mejor actor secundario de televisión    | Eusebio Poncela       | Nominado |           |

| Año          | Categoría       | Receptor | Resultado |
| ------------ | --------------- | -------- | --------- |
| 2012         |                 |          |           |
| Mejor serie  | Mejor serie     | Ganadora |           |
| Mejor actriz | Michelle Jenner | Nominada |           |
| 2013         |                 |          |           |
| Mejor actriz | Michelle Jenner | Ganadora |           |
| Mejor actor  | Rodolfo Sancho  | Nominado |           |

| Año                                              | Categoría            | Receptor | Resultado |
| ------------------------------------------------ | -------------------- | -------- | --------- |
| 2012/2013                                        |                      |          |           |
| Mejor serie nacional                             | Mejor serie nacional | Ganadora |           |
| Mejor Actor Protagonista Español de Televisión   | Rodolfo Sancho       | Ganador  |           |
| Mejor actriz protagonista española de televisión | Michelle Jenner      | Ganadora |           |
| Mejor actor de reparto español de televisión     | Pablo Derqui         | Ganador  |           |
| Mejor actriz de reparto española de televisión   | Bárbara Lennie       | Ganadora |           |

### Reconocimientos internacionales
| Año                           | Categoría                     | Receptor | Resultado |
| ----------------------------- | ----------------------------- | -------- | --------- |
| 2012                          |                               |          |           |
| Mejor programa cultural/serie | Mejor programa cultural/serie | Ganadora |           |
| Mejor actriz                  | Michelle Jenner               | Ganadora |           |
| Mejor actor de reparto        | Pablo Derqui                  | Ganador  |           |
| 2014                          |                               |          |           |
| Mejor programa cultural/serie | Mejor programa cultural/serie | Ganadora |           |
| Mejor actriz                  | Michelle Jenner               | Ganadora |           |
| Mejor dirección               | Jordi Frades                  | Ganador  |           |
| Mejor coactuación             | Irene Escolar                 | Ganador  |           |

| Año  | Categoría                 | Receptor                  | Resultado         |
| ---- | ------------------------- | ------------------------- | ----------------- |
| 2012 | Mejor serie internacional | Mejor serie internacional | Galardón de plata |

| Año  | Categoría                                                                                   | Receptor                                                                                    | Resultado |
| ---- | ------------------------------------------------------------------------------------------- | ------------------------------------------------------------------------------------------- | --------- |
| 2013 | Premio «Finalista» (D01 - Programas de entretenimiento en general: series, categoría drama) | Premio «Finalista» (D01 - Programas de entretenimiento en general: series, categoría drama) | Ganadora  |

| Año                 | Categoría                     | Receptor | Resultado |
| ------------------- | ----------------------------- | -------- | --------- |
| 2013                |                               |          |           |
| BSO para televisión | Federico Jusid                | Ganador  |           |
| Tema individual     | Lex Talionis (Federico Jusid) | Nominado |           |
| BSO del año         | Federico Jusid                | Nominado |           |